# René Blattmann
René Blattmann Bauer (* 28. Januar 1948 in La Paz) ist ein bolivianischer Jurist. Er wirkte von 1973 bis 1980 als Professor an der Universität Mayor de San Andrés und von 1990 bis 1994 an der Universidad Católica Boliviana San Pablo. Von 1994 bis 1997 fungierte er in seinem Heimatland als Minister für Justiz und Menschenrechte und setzte während dieser Zeit eine umfassende Modernisierung des bolivianischen Rechtssystems durch. Mit Beginn des Jahres 2003 war er als Richter am Internationalen Strafgerichtshof tätig, wo er von 2006 bis 2009 auch das Amt eines Vizepräsidenten innehatte. Seit April 2013 ist René Blattmann Inhaber einer Gastprofessur an der Humboldt-Universität zu Berlin.

## Leben
René Blattmann wurde 1948 in La Paz geboren und erlangte an der dortigen deutschen Schule das Abitur. Er studierte von 1966 bis 1972 Rechtswissenschaften an der Universität Basel. Nach weiteren rechtsvergleichenden Studien in Straßburg und in Pescara eröffnete er 1975 eine Anwaltskanzlei in seinem Heimatland. Darüber hinaus lehrte er als Professor von 1973 bis 1980 die Fächer Strafrecht und Rechtsvergleichung an der Universidad Mayor de San Andrés und von 1990 bis 1994 Strafrecht an der Universidad Católica Boliviana San Pablo. An der University of Texas at Dallas erlangte er 1980 einen Abschluss in amerikanischem Recht und Völkerrecht.
Von 1994 bis 1997 amtierte er in der Regierung von Präsident Gonzalo Sánchez de Lozada als erster Minister für Justiz und Menschenrechte in der Geschichte Boliviens. In dieser Funktion initiierte er grundlegende Reformen des Rechtssystems und insbesondere eine Systematisierung und Modernisierung des Strafrechts des Landes sowie eine Stärkung des Schutzes der Menschen- und Bürgerrechte. Zu den von ihm umgesetzten Maßnahmen zählten beispielsweise die Abschaffung des Schuldturms, Einschränkungen bei Freiheitsstrafen für Minderjährige und ältere Menschen, die Senkung der Zahl der Untersuchungsgefangenen durch die Möglichkeit einer Kaution sowie die Einführung gesetzlicher Garantien gegen unangemessene Verzögerungen in Strafverfahren und von mobilen öffentlichen Strafverteidigern in ländlichen Regionen. Im Juni 2002 kandidierte er für die links-zentristische Partei Movimiento Ciudadano para el Cambio (Bürgerbewegung für den Wandel), die 2001 als Abspaltung von der Movimiento Nacionalista Revolucionario entstanden war, bei den bolivianischen Präsidentschaftswahlen. Mit weniger als einem Prozent der Stimmen erreichte er allerdings nur den vorletzten Platz unter elf Kandidaten.
Im Februar 2003 wurde er nach Nominierung durch die Regierung Boliviens zum Richter an den neu gegründeten Internationalen Strafgerichtshof in Den Haag gewählt. Seine Wahl erfolgte über die Vorschlagsliste B für Kandidaten mit ausgewiesener Kompetenz im Bereich des Völkerrechts für eine Amtszeit von sechs Jahren. Er war am Gerichtshof der Hauptverfahrensabteilung zugeordnet und fungierte von 2006 bis 2009 auch als einer von zwei Vizepräsidenten des Gerichts. Als Richter der Hauptverfahrenskammer nahm er am ersten Verfahren des Gerichtshofs gegen Thomas Lubanga Dyilo teil. Seine Amtszeit endete mit dem Abschluss des erstinstanzlichen Verfahrens im Jahre 2012.

## Auszeichnungen
René Blattmann erhielt für sein Wirken neben verschiedenen nationalen Ehrungen unter anderem 1995 den Preis „Monseñor Leonidas Proaño“ der Asociación Latinoamericana para los Derechos Humanos (Lateinamerikanische Vereinigung für Menschenrechte), 2001 den Carl-Bertelsmann-Preis der Bertelsmann Stiftung und 2005 das Große Bundesverdienstkreuz. Darüber hinaus verliehen ihm die Universität Basel (1998) und die Humboldt-Universität zu Berlin (2010) die Ehrendoktorwürde.